# 29 Gwardyjski Korpus Strzelecki
29 Gwardyjski Korpus Strzelecki (ros. 29-й гвардейский стрелковый корпус) – związek taktyczny piechoty Armii Czerwonej.
Korpus powstał w 1943, na bazie 19 Korpusu Strzeleckiego. Jego szlak bojowy prowadził z Odessy na ziemie polskie, gdzie brał udział w walkach przeciw armii niemieckiej  m.in. o zdobycie: Zgierza, Brzezin i Poznania.
Następnie 29 Gwardyjski Korpus Strzelecki uczestniczył w operacji berlińskiej, wchodząc w skład 8 Gwardyjskiej Armii.

## Dowódcy korpusu
- gen. mjr Michaił Anaszkin (16.04.1943 - 17.05.1943)
- gen. mjr Iwan Krawcow (18.02.1944 - 27.03.1944)
- gen. por. Siergiej Bobruk (28.03.1944 - 12.04.1944)
- gen. por. Afanasij Szemienkow[2] (08.08.1944 - 25.04.1945)
- gen. mjr Gieorgij Chietagurow (26.04.1945 - 09.05.1945)[1]

## Struktura organizacyjna
Stan 16 kwietnia 1945:
- 27 Gwardyjska Dywizja Strzelecka,
- 74 Gwardyjska Dywizja Strzelecka,
- 82 Gwardyjska Dywizja Strzelecka.